# آبراهام اتا
آبراهام اَتا (انگلیسی: Abraham Attah؛ زادهٔ ۲ ژوئیهٔ ۲۰۰۱) بازیگر اهل غنا است. وی از سال ۲۰۱۵ میلادی تاکنون مشغول فعالیت بوده‌است.
از فیلم‌ها یا برنامه‌های تلویزیونی که وی در آن نقش داشته‌است، می‌توان به مرد عنکبوتی: بازگشت به خانه، جانوران بدون کشور اشاره کرد.
وی همچنین برندهٔ جوایزی همچون جایزه مارچلو ماسترویانی شده‌است.